# Karhusaari (ö i Finland, Norra Österbotten, Nivala-Haapajärvi)
Karhusaari är en ö i Finland. Den ligger i sjön Pyhäjärvi och i kommunen Pyhäjärvi i den ekonomiska regionen  Nivala-Haapajärvi ekonomiska region  och landskapet Norra Österbotten, i den centrala delen av landet, 400 km norr om huvudstaden Helsingfors. Öns area är 6,8 hektar och dess största längd är 470 meter i nord-sydlig riktning.